# Cymothoe theodora
Cymothoe theodora är en fjärilsart som beskrevs av Otto Staudinger 1889. Cymothoe theodora ingår i släktet Cymothoe och familjen praktfjärilar. Inga underarter finns listade i Catalogue of Life.